# وونغ يب يان
وونغ يب يان (بالإنجليزية: Wong Yip Yan)‏ هو شخصية أعمال سنغافوري، ولد في 1946.